# La parole est au colt
Pour plus de détails, voir Fiche technique et Distribution.
La parole est au colt (titre original : Gunpoint) est un film américain réalisé par Earl Bellamy, sorti en 1966.

## Synopsis
Dans le Colorado, un gang de hors-la-loi attaque le train transportant tout l'or destiné à la ville de Lodgepole. Après avoir été trahi par son propre adjoint, le shérif Chad Lucas, laissé pour mort, se lance sur les traces des pilleurs. Franchissant le Nouveau-Mexique, hors de sa juridiction, Lucas parvient, avec l'aide d'Indiens, à retrouver Drago, le chef de la bande. Mais ce dernier réussit à s'enfuir en prenant en otage une chanteuse de saloon. Nate Harlan, le fiancé de la jeune femme, décide de se joindre à Lucas dans sa traque...

## Fiche technique
- Titre original : Gunpoint
- Réalisation : Earl Bellamy
- Assistant-réalisateur : Phil Bowles
- Scénario : Mary Willingham et Willard Willingham
- Photographie : William Margulies
- Montage : Russell F. Schoengarth
- Musique : Hans J. Salter
- Directeur musical : Joseph Gershenson
- Direction artistique : Henry Bumstead, Alexander Golitzen
- Décors : Oliver Emert, John McCartney
- Son : Lyle Cain, Waldon O. Watson
- Producteur : Gordon Kay
- Société de production :  Universal Pictures
- Société de distribution :  Universal Pictures (États-Unis), Empire Universal Films (Canada), Rank Film Distributors (Royaume-Uni)
- Pays de production :  États-Unis
- Langue de tournage : Anglais américain
- Format : Couleur (Technicolor) — 35 mm — 1,78:1 — Son : Mono (Westrex Recording System)
- Genre : Western
- Durée : 86 minutes (1 h 26)
- Dates de sortie :
  - France : 23 mars 1966
  - États-Unis : 6 avril 1966 (Los Angeles) | 27 avril 1966 (New York)
  - Royaume-Uni : 22 mai 1966
- Affiche : Guy-Gérard Noël (France)

## Distribution
- Audie Murphy (VF : Jacques Thébault) : shérif Chad Lucas
- Joan Staley (VF : Nicole Favart) : Uvalde / Bonnie Mitchell
- Warren Stevens (VF : Jean-Louis Maury) : Nate Harlan
- Edgar Buchanan (VF : Henry Djanik) : Bull
- Denver Pyle (VF : Jean Violette) : Cap
- David Macklin (VF : Philippe Ogouz) : Mark Emerson
- Nick Dennis (VF : Serge Lhorca) : Nicos
- Royal Dano (VF : Jean Berton) : Ode
- Kelly Thordsen (VF : Georges Atlas) : Ab (Sam en VF)
- Morgan Woodward (VF : Michel Gatineau) : Drago Leon
- William Bramley (VF : Georges Atlas) : Hoag
- Robert Pine : Mitchell, le frère de Bonnie
- John Hoyt (VF : Roger Tréville) : le maire Osborne
- Ford Rainey (VF : René Bériard) : Tom Emerson
- Mike Ragan : Zack
- Roy Barcroft (VF : Lucien Bryonne) : Dr Beardstey
- William Henry : un membre du gang